# هولي بالمر
هولي بالمر (بالإنجليزية: Holly Palmer)‏ هي فنانة وكاتبة غنائية أمريكية، ولدت في 1971.

## وصلات خارجية
- هولي بالمر على موقع ميوزك برينز (الإنجليزية)
- هولي بالمر على موقع أول ميوزيك (الإنجليزية)
- هولي بالمر على موقع ديسكوغز (الإنجليزية)